# ドファール特別行政区
ドファール特別行政区（ドファールとくべつぎょうせいく、アラビア語: محافظة ظفار Muḥāfaẓat Ẓufār、ムハーファザ・ズファール； 英語: Dhofar Governorate）は、オマーンを構成する行政区（ムハーファザ）の一つ。行政中心都市、かつ地域最大の都市はサラーラ。

## 隣接行政区画
- マフラ県
- 東部州
- ウスタ行政区

## 下位行政区画
- Al-Mazyona
- Dhalkut
- ミルバト
- Muqshin
- Rakhyut
- Saadha
- サラーラ
- クリアムリア諸島
- Taqah
- スムライト（英語版）